# Георги Въндев
Георги Въндев Гьошев (изписване до 1945 година: Георги Въндевъ), наричан Вардарския герой, е войвода на Вътрешната македонска революционна организация, ръководител на Струмишкия революционен окръг.

## Биография
Георги Въндев е роден на 7 април 1890 година в мъгленското Лесково, тогава в Османската империя. Негов баща е войводата Въндо Гьошев, който по-късно го взима в четата си. Завършва прогимназия в град Гумендже. На 16-годишна възраст Георги е заклет член на ВМОРО, след това става четник на Щерьо Юнана, а впоследствие се присъединява към четата на баща си.
С четата на баща си при село Крива на 9 октомври 1912 година през Балканската война разбива турски аскер, а на 19 октомври подпомага гръцката армия и освобождава Енидже Вардар. На 15 декември Въндо Гьошев и синът му са арестувани и осъдени на смърт. Затворени са в Еди куле, откъдето Георги успява да избяга, а войводата Въндо е отровен през 1917 година.
В периода 1915 – 1918 година Георги Въндев участва като доброволец в Първата световна война. Зачислен е към 1 македонски полк на 11 македонска дивизия. Воюва при Криволак, Дойран и по долината на река Струма. До есента на 1918 година е в отряда на войводата Тане Николов. През 1918 година в Моравската военно-инспекционна област Въндев, заедно с други негови съратници войводи на ВМОРО, предприемат решителни действия за пресичане саботажната дейност на водените от Коста Пекянец и Коста Войнович сръбски чети. За смелостта си е награден с три ордена „За храброст“.
След края на войната Георги Въндев активно се включва във възстановяването на ВМРО и е определен за околийски войвода на Струмишка околия. Продължава да навлиза с нелегални чети в реокупираната от Сърбия Вардарска Македония. На 15 декември 1921 година край Белотино с осем души чета води сражение с няколкостотин сръбски войници и полицаи. Себеотрицанието на малката чета на ВМРО дава добро отражение на духа на местните българи. Секретар на четата на Въндев е Сашо Попов от Струга. На 14 февруари 1923 година минава границата и в центъра на Струмица, ранява ренегата Иван Пальошев, а неговият помощник Халил Пехливанов е убит.
Участва в наказателната акция на ВМРО срещу федералистите в така наречената Неврокопска акция на ВМРО през октомври 1922 година, като помощник на войводата Алеко Василев. През юли 1924 година на Струмишкия окръжен конгрес е избран за член на окръжния комитет.
След убийството на Тодор Александров на 31 август 1924 година Въндев застава на страната на Иван Михайлов.
Заедно с четите на Ефтим Чифлишки и Дончо Христов провеждат наказателна акция през февруари 1925 година в Малешевско и Радовишко срещу сръбската власт, в отговор на нейни изстъпления срещу местното население. На Шестия конгрес на ВМРО през февруари 1925 година е определен за окръжен войвода на Струмишки революционен окръг. През октомври 1925 година, по време на така наречения Петрички инцидент, Георги Въндев с помощта на Борис Бунев организира защитата в Петрич срещу нахлулата на българска територия гръцка армия. Впоследствие благодарните граждани го приветстват с почести и го награждават със златен часовник.
През 1927 година Въндев се установява при семейството си в Петрич. През 1928 година е делегат на Седмия конгрес на ВМРО. След Деветнадесетомайския преврат в 1934 година Георги Въндев е интерниран в Бургас, Карлово и София. На 5 ноември 1935 година внушителна група петрички граждани се обръщат с молба до околийския управител в града да се застъпи пред министъра на вътрешните работи за освобождаването и връщането му при семейството. Завръща се в Петрич през 1936 година. Занимава се с книжарска дейност и земеделие. На 4 октомври 1940 година се обръща до министъра на войната с молба да бъде произведен в първия офицерски чин на армията и причислен към офицерите от запаса.
Умира на 16 април 1942 година в Петрич.
Георги Въндев има четири деца: Свобода, Димитър, Надежда и Вънде.

## Друга литература
- Младеновъ, Кирилъ. Областьта Мегленъ въ Македония. Историко-етнографски прегледъ и народностни борби.   София, 1936. с. 41-42, 48-56.
- Националноосвободителното движение на македонските и тракийските българи 1878-1944, Т. ІІІ, София, 1997, с. 343 и сл.;
- Йонов, М. Жалби и съдба на българите в Македония през Балканските войни, 1912-1913 г., София, 1998, с. 78-79, 238-239;
- Йонов, М. Ролята на ВМРО за ликвидиране на гръцкото въоръжено нахлуване в Петричко през октомври 1925 г., вестник „Македония“, бр. 38, 20 октомври 1999;
- Въндева, Надежда. 100 години ВМОРО, Историческа справка, 20 ноември 1993;
- Баща и син войводи, вестник „Македония“, бр. 45, 15 ноември 1994, с. 9.;
- Папалезов, Ст., Кръвта вода не става, С., 1983, с. 133.
- Въндева, Надежда. Баща и син – войводи в Македония. Благоевград, 2017, 170 стр.